# 十二門論

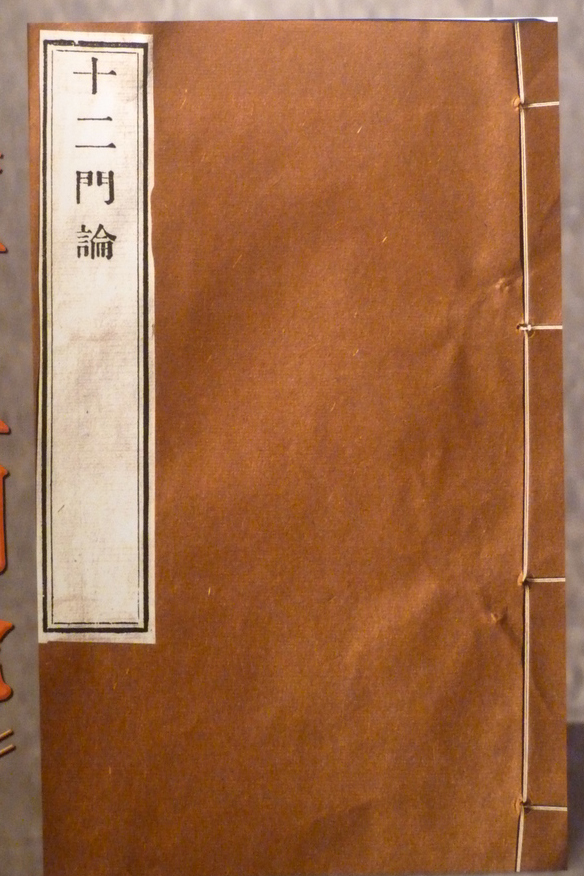
十二门论 Dvādaśanikāya Śāstra

《十二門論》，三论之一，一卷，龍樹造，姚秦鳩摩羅什译。说以观因缘门乃至观生门之十二门而入于空义者。吉藏在《十二門論序疏》中依據《十二門論》釋文採用第一人稱而認爲釋文也是龍樹自造。
有吉藏疏二卷，及略疏一卷，元康疏二卷，法藏疏一卷。